# Jonathan Moriamé
Jonathan Moriamé (Noisy-le-Sec, 19 de junho de 1984) é um jogador de polo aquático francês que atua como goleiro.

## Carreira
Moriamé integrou a Seleção Francesa de Polo Aquático que ficou em décimo primeiro lugar nos Jogos Olímpicos de 2016.